# Garrote
Garrote è un comune (corregimiento) della Repubblica di Panama situato nel distretto di Portobelo, provincia di Colón. Si estende su una superficie di 23,7 km² e conta una popolazione di 869 abitanti (censimento 2010).